# Metalectra didyma
Metalectra didyma là một loài bướm đêm trong họ Erebidae.